# Hugo Gyldén
Johan August Hugo Gyldén (født 29. maj 1841 i Helsingfors, død 9. november 1896 i Stockholm) var en svensk astronom, søn af Nils Abraham Gyldén, far til Olof Gyldén.
Gyldén begyndte sine matematiske og astronomiske studier ved Helsingfors Universitet, hvor han promoverede med afhandlingen Beräkning af en theori för planeten Neptunus, opholdt sig 1861-62 hos P.A. Hansen i Gotha, var derpå en kort tid i Leipzig, rejste 1862 til Pulkova, for under Wagner og Winnecke at uddanne sig videre i praktisk astronomi, blev 1863 adjunkt-astronom sammesteds og befordredes 1865 til "ældre astronom". 1868 blev Gyldén docent i astronomi ved Helsingfors Universitet. 1871 udnævntes han til astronom ved Kungliga Vetenskapsakademien i Stockholm og til direktør for observatoriet sammesteds, og denne stilling indehavde Gyldén til sin død, trods gentagne ærefulde kaldelser fra Helsingfors, Gotha og Göttingen.
Under sit ophold i Pulkova fik Gyldén som arbejdsprogram at bestemme deklinationen af Pulkova "Hauptsterne" for katalogen 1865 og tillige at bearbejde de af Peters 1842—49 udførte deklinationsbestemmelser (Observations de Pulkova, V). Denne opgave førte Gyldén ind på studiet af den astronomiske refraktion, og han har nedlagt resultaterne af sine undersøgelser i afhandlingen Untersuchungen über die Constitution der Atmosphäre (1867—69), der danner grundlaget for de bekendte Tabulæ refractionum (1870, 1905). Ved siden heraf fortsatte han sine teoretiske astronomiske studier, beregnede kometbaner og beskæftigede sig med perturbationsteorien; men først fra 1867 tager hans undersøgelser en original retning, da han satte sig som opgave at simplificere de metoder, Hansen havde skabt til udledelse af de små planeters og kometers perturbationer eller rettere, idet han lagde disses principper til grund, at udvikle videre "perturbationsmetoden" og da med specielt sigte på de periodiske kometers bevægelse.
Med hans 1870 offentliggjorte afhandling Über eine Methode die Störungen eines Cometen vermittelst rasch convergirenden Ausdrücke darzustellen åbnes den række afhandlinger, han har publiceret over kometperturbationer — med hans Recueil de Tables (1877), hvori han har sammenstillet de for numeriske beregninger bekvemmeste formler og hjælpetabeller, afsluttedes på en vis måde dette arbejde, der viser sin originalitet hovedsagelig i den måde, hvorpå han behandlede sin opgave, og i de midler, han bragte i anvendelse. I afhandlingen Studien auf dem Gebiete der Störungstheorie, I (1871) søgte han således at gøre indførelsen af elliptiske funktioner frugtbringende for himmelmekanikken. Afslutningen af den ovennævnte opgave danner i en vis henseende også afslutningen af den første periode i Gyldéns banebrydende virksomhed i himmelmekanikken. Men denne opgave var ikke den eneste, hvormed han beskæftigede sig i dette tidsrum.
Han publicerede sine studier over jordens rotation, undersøgte lovmæssigheden for stjernernes egenbevægelse, skrev sin Framställning af astronomien i dens historiska utveckling och på dens nuvarande ståndpunkt (1874, oversat på tysk 1877) og forberedte sin Theorie des Lichtwechsels der veränderlichen Sterne (1880). Under sine studier over himmellegemernes bevægelse kom Gyldén til en klar forståelse af, at der ved hans undersøgelser ville klæbe den samme mangel, som alle tidligere arbejder af denne art var behæftede med, hvis han også studerede bevægelsen kun for et begrænset tidsrum, thi dermed ville man ikke være i stand til at kunne få en rigtig forestilling om bevægelsernes natur i vort solsystem. Han forlod derfor den Keplerske ellipse og søgte et udgangspunkt, der slutter sig end nærmere om den virkelige bevægelse; han fandt dette i hvad han kalder den intermediære bane, der på en vis måde baner vejen for den absolutte bane.
I sine Undersökningar af theorien for himlakropparnas rörelser, I—III (1881—82), giver han hovedpunkterne af disse studier, der fylder den anden periode på 16 år i Gyldéns virksomhed; den strenge begrundelse offentliggjorde han i afhandlingen Über die Convergenz et cetera (1887), Nouvelles recherches (1891—92) og til slut i Traité analytique des orbites absolues des huit planétes principales, hvori han havde til hensigt i 3 bind at give en Fremstilling af den nye teori med dertil hørende numeriske beregninger. Det blev ikke Gyldén forundt at afslutte dette fundamentale værk; selv fik han kun publiceret 1. bind (1893), der indeholdt den almindelige teori for de absolutte baner. 2. bind udkom 1908 under redaktion af hans elev Backlund, og dette fremstiller den numeriske udvikling af perturbationsfunktionen, alt efter de gensidige tiltrækninger af de 8 hovedplaneter. Derimod havde Gyldén den glæde før sin død at se sit sidste større arbejde afsluttet (Hülfstafeln zur Berechnung der Hauptungleichheiten in den absoluten Bewegungstheorien der kleinen Planeten 1896).
Med sin "Traité" har Gyldén brudt nye baner og skabte nye metoder —, når disse ikke formåede at slå helt igennem, var det, fordi de efter deres natur forlanger en vis tid, inden de vinder sig borgerret, og det manglede heller ikke på skarp kritik fra matematikere som Poincaré — og i dette værk er der samlet et rigt materiale til belysning af andre med disse studier beslægtede opgaver. Selv havde Gyldén påbegyndt en række undersøgelser over enkelte specielle spørgsmål i himmelmekanikken, såsom studiet over asteroiden Hilda og Saturnsatellitten Hyperion et cetera, men nåede ikke at få disse publiceret. Han havde nemlig ikke til hensigt med udledelsen af de absolutte baner for de store planeter først og fremmest at levere planettabeller, der skulde nøjagtig gengive planeternes plads på himlen; det var ham mere om at gøre at trænge til bunds i deres bevægelsers natur og derpå at skaffe tilveje de nødvendige data til undersøgelse af de små planeters bevægelse, som man ikke kan få et dybere indblik i uden kendskab til de store planeters absolutte elementer.
Af andre mere betydelige afhandlinger fra denne 2. periode skal her kun nævnes Über die intermediären Bahnen der Cometen und des Mondes. I egenskab af direktør for observatoriet har Gyldén udgivet: Astronomiska iakttagelser och undersökningar utförda på Stockholms observatorium, I—V (1880—96), der foruden resultater af observationer med meridiancirklen indeholder teoretiske arbejder, til dels udførte af hans elever. Som akademiets astronom havde han at forfatte almanakkerne for Stockholm, Göteborg, Lund og Haparanda (1872—97). Fra 1888 holdt Gyldén forelæsninger over astronomi ved Stockholms Högskola. 1889—96 var han formand i Astronomische Gesellschaft.

## Andre hverv
Uden for sin rent videnskabelige virksomhed — hans over 200 afhandlinger, er trykte i publikationer fra Videnskabsselskaberne i Sankt Petersburg, Stockholm, Helsingfors, Uppsala og Paris, foruden i astronomiske og matematiske fagtidsskrifter — befattede Gyldén sig kun med livsforsikringsproblemet. Han deltog således 1875 i dannelsen af "Försäkringsföreningen", og var den virkelige stifter af livsforsikringsselskabet "Thule", hvis matematiker han var (ved sin død var han tillige formand i direktionen), og tiltrådte efter højere ordre kommissionen for arbejdsforsikring og den senere pensionskomité. Han kan betragtes som banebryder i Sverige for bonusudbetaling til de forsikrede.
Månekrateret Gyldén er opkaldt efter ham.